# Angelsächsische Chronik

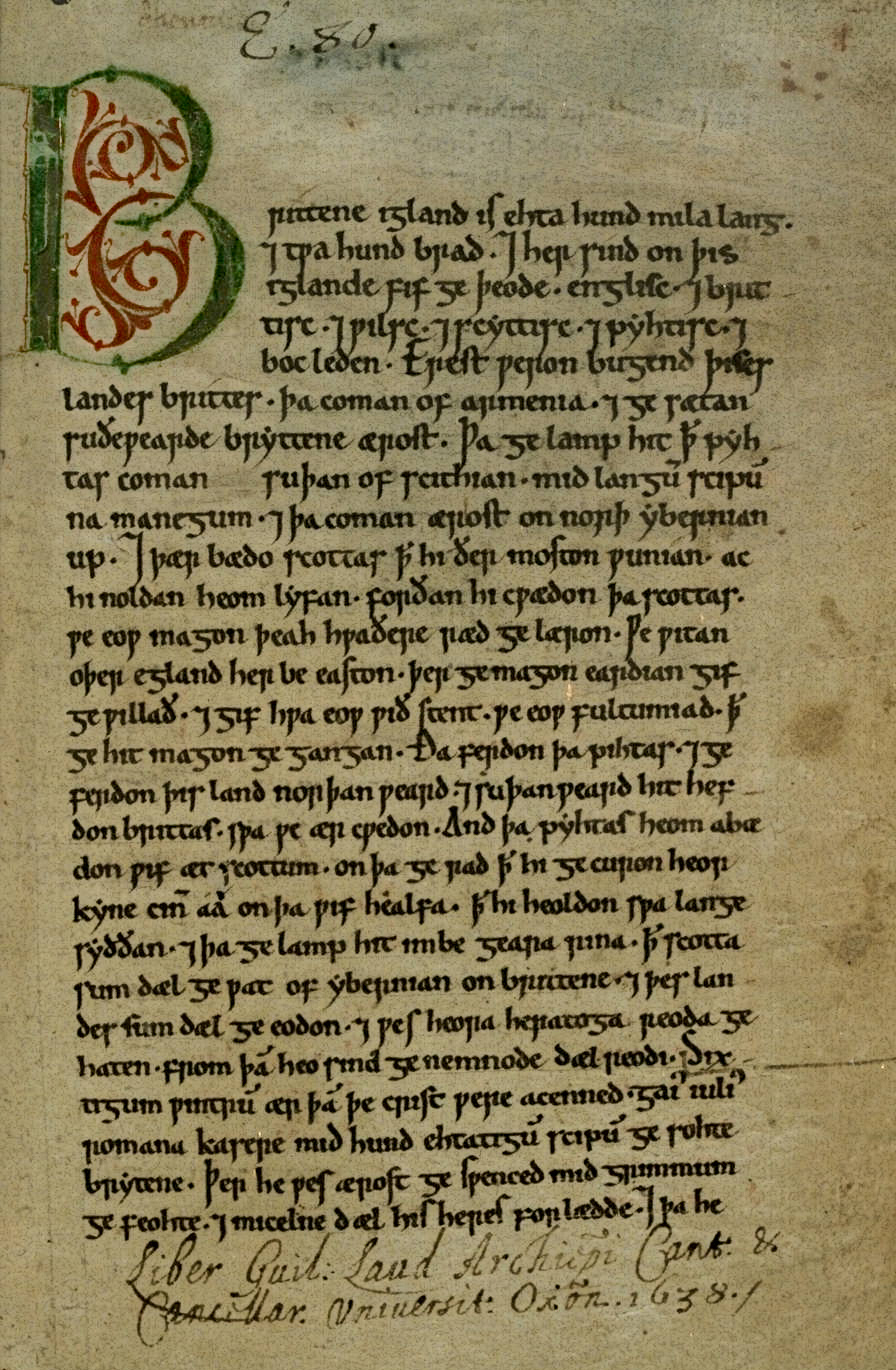
Erste Seite der Peterborough Chronicle

Die Angelsächsische Chronik (englisch Anglo-Saxon Chronicle) ist eine Sammlung von frühmittelalterlichen Annalen aus dem angelsächsischen England. Eine erste Version der Chronik entstand vermutlich in den frühen 890er Jahren am Hof von König Alfred dem Großen von Wessex. Auf der Basis dieses nicht erhaltenen Dokuments entstanden Kopien, die an verschiedene Orte Englands gelangten und dort weitergeführt wurden. Von diesen Kopien sind sieben Manuskripte und ein Fragment heute erhalten. Die Einträge in den Annalen wurden ab dem Ende des 9. Jahrhunderts regelmäßig ergänzt und in einem Manuskript sogar über die normannische Eroberung Englands 1066 hinaus fortgesetzt (Peterborough Chronicle, bis 1154). Unter Verwendung älterer, heute meist verlorener Texte wurden auch frühere Ereignisse, bis zurück in die römische Zeit, in die Angelsächsische Chronik hinzugefügt.
Die Angelsächsische Chronik stellt zusammen mit der materialreichen Kirchengeschichte des Beda Venerabilis eine der wichtigsten Geschichtsquellen für die angelsächsische Periode Englands dar, speziell im Hinblick auf die politische Geschichte dieser Zeit. Die Chronik ist ebenfalls bedeutend hinsichtlich der Entwicklung der englischen Prosa und eine wichtige Quelle zur Entwicklung der englischen Sprache, speziell dem Übergang vom Altenglischen zum Mittelenglischen.

## Erhaltene Manuskripte
Bei der Angelsächsischen Chronik handelt es sich nicht um einen einzigen, kontinuierlich bearbeiteten Text, der in der Hand von einem oder mehreren Schreibern mit klarer Aufteilung der Verantwortung war. Vielmehr ist der Terminus Angelsächsische Chronik ein Ausdruck für eine Reihe von Chroniken, die heute in der Form von sieben erhalten gebliebenen Manuskripten und einem Fragment vorliegen, die zu unterschiedlichen Zeitpunkten entstanden sind und inhaltlich viele Übereinstimmungen bieten, aber auch in Details und Umfang voneinander abweichen.
Die erhaltenen Manuskripte werden in der Literatur zur einfacheren Identifizierung mit den Buchstaben A bis H bezeichnet. Das älteste Exemplar (Corpus Christi MS 173) ist auch unter den Namen Parker Chronicle (nach dem ehemaligen Besitzer Matthew Parker) oder Winchester Chronicle bekannt.
| Manuskript                                                                         | Heutiger Aufbewahrungsort                         | Vermutete Herkunft des Manuskripts                                  |
| ---------------------------------------------------------------------------------- | ------------------------------------------------- | ------------------------------------------------------------------- |
| A: MS 173, Parker Chronicle (oder Winchester Chronicle)                            | Cambridge, Parker Library, Corpus Christi College | Winchester; ab 1100 in Christ Church, Canterbury                    |
| B: MS Cotton Tiberius A VI, Abingdon Chronicle I                                   | London, British Library                           | Abingdon; ab 1100 in Christ Church, Canterbury                      |
| C: MS Cotton Tiberius B I, Abingdon Chronicle II                                   | London, British Library                           | Abingdon; einzelne Forscher schlagen Christ Church, Canterbury, vor |
| D: MS Cotton Tiberius B IV, Worcester Chronicle                                    | London, British Library                           | Worcester oder York                                                 |
| E: MS Laud Misc. 636, Peterborough Chronicle                                       | Oxford, Bodleian Library                          | Peterborough                                                        |
| F: MS Cotton Domitian A VIII, Domitian bilingual oder Canterbury Bilingual Epitome | London, British Library                           | Christ Church, Canterbury                                           |
| G oder A2: MS Cotton Otho B XI, Kopie des Winchester Chronicle (A)                 | London, British Library                           | Winchester                                                          |
| H: MS Cotton Domitian A IX, fol. 9                                                 | London, British Library                           | Ungeklärt                                                           |

## Entstehungsgeschichte
Man geht in der Forschung davon aus, dass alle überlieferten Manuskripte auf eine Chronik zurückgehen, die in den frühen 890er Jahren wahrscheinlich am Hof König Alfreds des Großen in Wessex entstand. Dieses ursprüngliche Dokument, das in der Literatur auch als Alfredian Chronicle oder Common Stock bezeichnet wird, ist nicht erhalten, lässt sich aber aus den überlieferten Manuskripten A bis H und anderen zeitgenössischen Dokumenten rekonstruieren. Unter anderem stützte sich Assers Biografie Alfreds auf diese nicht erhaltene älteste Fassung der Chronik. Man geht davon aus, dass der Common Stock die Jahre von etwa 60 v. Chr. bis 891 abdeckte. Nach ihrer Zusammenstellung am Hof Alfreds wurde die ursprünglichen Chronik vermutlich an verschiedene religiöse Zentren im heutigen England verschickt und dort abgeschrieben. Diesen Kopien wurden wiederum Informationen hinzugefügt, teilweise weiteres Material vom Hof in Wessex, teilweise Material mit Schwerpunkt auf lokalen Ereignissen des neuen Aufbewahrungsortes.

## Inhalt
Zusammengenommen decken die erhaltenen Manuskripte A bis H der Angelsächsischen Chronik einen Zeitraum von den Britannienfeldzügen Gaius Iulius Caesars in den 50er Jahren v. Chr. bis zum Tod König Stephans und der Thronfolge Heinrichs II. im Jahr 1154 ab. Nicht alle Manuskripte behandeln jedoch den kompletten Zeitraum; so enthalten nur E und H Material aus dem zwölften Jahrhundert. Das Grundformat jedes Manuskripts ist eine knappe Darstellung der Ereignisse für jedes Jahr, mit der Jahreszahl vorangestellt. Einzige Ausnahme bildet das Manuskript B, in dem nach dem Jahr 652 jedes neue Jahr nur noch mit her eingeleitet wird (altenglisch für hier/zu dieser Zeit/in diesem Jahr).
Die einzelnen Manuskripte decken die Historie wie folgt ab:
| Manuskript | Entstehungszeit                                                           | Inhalt |
| ---------- | ------------------------------------------------------------------------- | --- |
| A          | spätes 9./frühes 10. Jahrhundert, mit Ergänzungen aus dem 10. Jahrhundert | Westsächsische genealogische Königslisten bis Alfred, Ereignisse von 60 v. Chr. sowie 1 bis 891, insbesondere Alfreds Krieg mit den Wikingern; spätere Ergänzungen: Regierungszeit von Eduard dem Älteren von Wessex, Annalen aus dem 10. Jahrhundert                                               |
| B          | 10. Jahrhundert                                                           | Ereignisse von 60 v. Chr., 1–977, mit besonders ausführlicher Darstellung der Ereignisse in Mercia wie den Aktivitäten von Æthelflæd von Mercia in den 910er Jahren (auch als Mercian Register oder Annals of Æthelflæd bezeichnet); westsächsische genealogische Listen bis zu Eduard dem Märtyrer |
| C          | 11. Jahrhundert                                                           | Ereignisse von 60 v. Chr., 1–1066, Kopie von B bis etwa 977, Chronik von Æthelred und Knut, negative Darstellung von Godwin von Wessex, Schlacht bei Hastings 1066 |
| D          | 11. Jahrhundert                                                           | Ereignisse 1–261, 693–1079, umfangreiches zusätzliches Material über Northumbria und den Norden Englands aus einer verloren gegangenen Quelle, die als Northern Recension bezeichnet wird |
| E          | 1121–1154                                                                 | Ereignisse 60 v. Chr., 1–1154, einschließlich Northern Recension, positive Darstellung von Godwin von Wessex, Fortsetzung bis 1154, einschließlich eines Berichts über die „Anarchie“ unter König Stephan                                                                                           |
| F          | ca. 1100                                                                  | Ereignisse von 60 v. Chr., 1–1058, zweisprachiges Manuskript mit Einträgen in Altenglisch und Latein |
| G oder A2  | ca. 1100?                                                                 | Kopie von A ohne späteres Material |
| H          | ungeklärt                                                                 | Fragment, enthält nur Einträge der Jahre 1113 und 1114 |

## Verwendung durch zeitgenössische Historiker und Autoren
Nicht überlieferte Versionen der Angelsächsischen Chronik wurden auch die Grundlage für das Werk angelsächsischer und anglonormannischer Schreiber, die ihre Werke auf Lateinisch verfassten. So verwendete Asser für seine Biografie Alfreds des Großen eine Version der Angelsächsischen Chronik; ferner basieren darauf die Chroniken von Æthelweard in den 980er Jahren, die Chronik von Winchester aus der ersten Hälfte des zwölften Jahrhunderts, die Historien von Wilhelm von Malmesbury und von Heinrich von Huntingdon aus derselben Zeit sowie die sogenannten Annals of St Neots, die vermutlich im zweiten Quartal des zwölften Jahrhunderts in Bury St Edmunds zusammengestellt wurden.

## Glaubwürdigkeit
Trotz der Ähnlichkeiten der Manuskripte untereinander widersprechen sie sich in Details. Dies ist auch den Interessen der einzelnen Schreiber geschuldet, die in unterschiedlichen Herrschaftsbereichen angelsächsischer Herrscher angesiedelt waren. So setzen zum Beispiel Manuskript A und B unterschiedliche Schwerpunkte zur Herrschaftszeit von Eduard dem Älteren: Der Fokus von Manuskript A liegt auf den Ereignissen in Wessex, der von B auf Ereignissen in Mercia.
Auch in Darstellungen späterer Ereignisse wie zum Beispiel am Ende der angelsächsischen Periode 1035–1066 findet man bei den Manuskripten C und E auseinanderlaufende und teilweise sich widersprechende Darstellungen der Ereignisse. So scheint E Godwin von Wessex zu favorisieren, während C die Familie von Leofric von Mercia in einem positiven Licht darstellt. Der Historiker Martin J. Ryan weist darauf hin, dass die Angelsächsische Chronik zwar ein zentrales Dokument zur Rekonstruktion der angelsächsischen Zeit bleibt, dass man aber die Chronik weniger als bloße Sammlung von Fakten nehmen soll, sondern sie eher als Dokumentation der Vergangenheitsdarstellung durch unterschiedliche Gruppierungen und Personen zu unterschiedlichen Zeiten und Orten zu betrachten hat.

## Bedeutung
Neben der Historia ecclesiastica gentis Anglorum des Beda Venerabilis ist die Angelsächsische Chronik die bedeutendste Quelle für die angelsächsische Periode Englands bis in das 12. Jahrhundert, denn sie liefert sowohl eine umfangreiche Chronologie der Ereignisse als auch einen Eindruck, wie politische Geschichtsschreibung zu dieser Zeit aussah. Die Bedeutung der Angelsächsischen Chronik ist auch deshalb so groß, weil es aus dieser Zeit sonst nur spärliche Quellen gibt. Neben ihrer Bedeutung als Quelle für die Geschichtsforschung ist die Angelsächsische Chronik außerdem eine wichtige Quelle für Sprachhistoriker, da sie Beispiele für frühes und spätes Altenglisch enthält. Insbesondere die Peterborough Chronicle liefert interessante Evidenz für den Übergang vom Altenglischen (im westsächsischen Dialekt) zum Mittelenglischen.
Ferner enthält die Angelsächsische Chronik auch einige literarische Einschübe, mit denen sich die Literaturwissenschaft befasst hat. So ist in Manuskript D als nachträglicher Einschub für das Jahr 1067 ein Gedicht anlässlich der Hochzeit von Malcolm III. und Margareta von Schottland 1070 enthalten. Bedeutend ist auch das Gedicht The Battle of Brunanburh aus dem Eintrag für das Jahr 937, in dem König Æthelstans Sieg in der Schlacht bei Brunanburh über die vereinten Armeen der Wikinger aus dem damals von Norwegern beherrschten Dublin, der Schotten aus dem Königreich Alba und Briten aus dem Königreich Strathclyde besungen wird. Weitere, kürzere Gedichte, die in der Chronik enthalten sind, sind Capture of the Five Boroughs (aus dem Jahr 942), The Coronation of King Edgar (973), The Death of King Edgar (975), The Death of Prince Alfred (1036) und The Death of King Edward the Confessor (1065).

### Wissenschaftliche Ausgaben (Auswahl)
- Peter Baker (Hrsg.): MS F (The Anglo-Saxon Chronicle: A Collaborative Edition, Band 8). Cambridge 2000.
- Janet Bately (Hrsg.): MS A (The Anglo-Saxon Chronicle: A Collaborative Edition, Band 3). Cambridge 1986.
- Clark, Cecily (Hrsg.): The Peterborough Chronicle, 2. Auflage. Oxford 1970.
- Conner, Patrick (Hrsg.): The Abingdon Chronicle A.D. 956-1066. Cambridge 1996.
- Susan Irvine (Hrsg.): MS E (The Anglo-Saxon Chronicle: A Collaborative Edition, Band 7). Cambridge 2004.
- Angelika Lutz: Die Version G der Angelsächsischen Chronik. Rekonstruktion und Edition (= Texte und Untersuchungen zur englischen Philologie, Bd. 11). Fink, München 1981, ISBN 3-7705-2021-1

### Übersetzungen ins moderne Englisch
- Dorothy Whitelock, David C. Douglas, Susie I. Tucker (Hrsg. und Übersetzung): The Anglo-Saxon Chronicle: A Revised Translation. London 1961.
- Michael Swanton (Hrsg. und Übersetzung): The Anglo-Saxon Chronicles. Überarbeitete Ausgabe. Routledge, London 2000.

### Sekundärliteratur
- Janet Bately: The Anglo-Saxon Chronicle: Texts and Textual Relationships. Reading 1991.
- Alice Jorgensen (Hrsg.): Reading the Anglo-Saxon Chronicle. Language, Literature, History. Brepols, Turnhout 2010, ISBN 978-2-503-52394-1.
- Martin J. Ryan: The Anglo-Saxon Chronicle. In: Nicholas J. Higham, Martin J. Ryan: The Anglo-Saxon World. Yale University Press, New Haven 2013, ISBN 978-0-300-21613-4, S. 271–276.